# Teenage Peeps
Teenage Peeps は2018年4月1日から2022年3月27日まで、LOVE FMで放送されていたラジオ番組である。

## 概要
ティーンエージャーをターゲットとしたカルチャー番組である。ナビゲーターのManonと安田乙葉は福岡在住の高校2年生（番組開始時点）であり、LOVE FM史上最年少パーソナリティとなった。2020年4月からは、Doulとコ太朗に変わっている
当番組はラジオのほか、AbemaRADIOでも13時まで同時配信されている。

## 放送・配信時間
いずれもJST。
ラジオ
- LOVE FM 日曜日 11:30 - 14:45

インターネット配信
- AbemaRADIO 日曜日 11:30 - 13:00

## 出演者
- コ太朗[注 1]（2020年4月 - 放送終了まで） - 当番組放送終了の翌週(2022年4月3日)11:00 - 13:00の枠で開始の『POPTAPE』でも、2023年3月まで引き続きDJを務めた。
- cocoroyen（2021年4月 - 放送終了まで）
- あげは（2021年4月 - 放送終了まで）

### 過去の出演者
- Manon（2018年4月 - 2020年3月）
- Johnny（2018年4月 - 2019年9月）
- 安田乙葉（2018年4月 - 2019年6月）
- AYA（2019年10月 - 2020年3月）
- 砂月凜々香（2019年10月 - 2020年3月）
- Doul（2020年4月 - 2021年3月）